# Homola dickinsoni
Homola dickinsoni är en kräftdjursart som beskrevs av Niles Eldredge 1980. Homola dickinsoni ingår i släktet Homola och familjen Homolidae. Inga underarter finns listade i Catalogue of Life.